# Ariana Barouk
Ariana Barouk là một người mẫu, diễn viên và ca sĩ đại diện cho Cuba trong mùa giải thứ bảy của cuộc thi sắc đẹp quốc tế Hoa hậu Trái Đất 2007. Cô là Hoa hậu đầu tiên của Cuba trong nhiều thập kỷ tham gia một cuộc thi lớn.

## Sự nghiệp
Năm 2007, cô sống ở Philippines, nơi cô bắt đầu sự nghiệp kinh doanh bằng cách xuất hiện hàng ngày trong chương trình trò chơi Eat Bulaga! Sau đó, cô đã tổ chức chương trình OGAGS trên TV5 trong hơn 2 năm rưỡi. Cô đã làm nhiều vị trí khách mời nổi tiếng và đồng tổ chức cho các đài truyền hình như ABS-CBN, GMA, QTV, trên các chương trình truyền hình của họ. Cô cũng xuất hiện trong các chương trình thực tế, số đầu tiên của Wowowee và tổ chức các sự kiện và bữa tiệc địa phương. Cô đã làm việc với Dolphy và hai con trai của anh ta là Epy Quizon và Vandolph với tư cách là một thành viên diễn viên "Lyla" của chương trình hàng tuần Pidol's Wonderland. 
Barouk đã tham gia Hoa hậu Trái Đất 2007, diễn ra vào ngày 11 tháng 11 năm 2007, tại Nhà hát Đại học Philippines ở Thành phố Quezon, Philippines.Jessica Trisko của Canada giành chiến thắng. Các đại biểu đã có một chuyến tham quan đặc biệt tại Nha Trang, Việt Nam. Tám mươi tám đại biểu cạnh tranh cho danh hiệu, bao gồm Barouk, người đại diện cho Cuba. 
 
Cô là đại diện Cuba đầu tiên trong bất kỳ cuộc thi quốc tế nào trong nhiều thập kỷ. Cuba có đại diện lần cuối tại Hoa hậu Hoàn vũ năm 1967 và Hoa hậu Thế giới năm 1975; tuy nhiên, cả hai đại biểu đều tham gia theo lịch bổ nhiệm và không thể thi đấu. Năm 1959 là lần cuối cùng một ứng cử viên có thể thực sự cạnh tranh trong cuộc thi Hoa hậu Hoàn vũ.
Trong cuộc thi năm 2007, Barouk đã giành giải thưởng đặc biệt Hoa hậu Du lịch sinh thái (Miss Eco-Tourism), đứng đầu trong "Áo choàng dài" và là một trong những mục yêu thích hàng đầu để giành vương miện. Điều này khiến TAPE, Inc., nhà sản xuất của Eat Bulaga, chú ý đến cô và thuê cô làm người đồng tổ chức chương trình. Cô ở lại Manila, Philippines, để sống và theo đuổi sự nghiệp showbiz, sau đó cô được thuê làm người dẫn chương trình trên OGAGS trên TV5 (Philippines).
Một trong những mục tiêu của cô là trở thành một doanh nhân và một ngày nào đó mở công ty PR và/hoặc một tổ chức PR của riêng mình.